# Broken Hill
|  | Broken Hill i Zambia se Kabwe |
Broken Hill er en by i det vestlige New South Wales i Australien med 17.706(2021) indbyggere. I byen ligger nogle af verdens største forekomster af blandt andet zink, bly og sølv. De store mineralforekomster blev opdaget i 1880'erne. Verdens største mineselskab BHP Billiton har sine rødder i Broken Hill.
I modsætning til resten af New South Wales benytter Broken Hill (og området rundt om) tidszonen Australian Central Standard Time (UTC+9:30), den samme tidszone som South Australia og Northern Territory.